# Европско првенство у атлетици на отвореном 2016 — 10.000 метара за мушкарце
Такмичење у трчању на 10.000 метара у мушкој конкуренцији на Европском првенству у атлетици 2016. у Амстердаму одржано је 8. јула на Олимпијском стадиону.
Титулу освојену у Цириху 2014, није бранио Мохамед Фара из Уједињеног Краљевства.

## Земље учеснице
Учествовало је 14 атлетичара из 7. земаља.. 
1. Белгија (2)
2. Италија (1)
3. Израел (2)
4. Турска(3)
5. Уједињено Краљевство (2)
6. Украјина (1)
7. Шпанија (3)

## Рекорди
| Рекорди пре почетка Европског првенства 2016. | Рекорди пре почетка Европског првенства 2016. | Рекорди пре почетка Европског првенства 2016. | Рекорди пре почетка Европског првенства 2016. | Рекорди пре почетка Европског првенства 2016. |
| --------------------------------------------- | --------------------------------------------- | --------------------------------------------- | --------------------------------------------- | --------------------------------------------- |
| Светски рекорд                                | Кенениса Бекеле Етиопија                      | 26:17,53                                      | Брисел, Белгија                               | 26. август 2005.                              |
| Европски рекорд                               | Мохамед Фара Уједињено Краљевство             | 26:46,57                                      | Јуџин, САД                                    | 3. јун 2011.                                  |
| Рекорди Европских првенстава                  | Марти Ваинио Финска                           | 27:30,99                                      | Праг, Чехословачка                            | 29. август 1978.                              |
| Светски рекорд сезоне                         | Мохамед Фара Велика Британија                 | 26:53,71                                      | Јуџин, САД                                    | 27. мај 2016.                                 |
| Европски рекорд сезоне                        | Мохамед Фара Велика Британија                 | 26:53,71                                      | Јуџин, САД                                    | 27. мај 2016.                                 |

### Најбољи европски резултати у 2016. години
Десет најбржих европских тркача на 10.000 метара 2016. године до почетка првенства (6. јула 2016), имали су следећи пласман на европској и светској ранг листи. (СРЛ),
| 1.  | Мохамед Фара         | Велика Британија | 26:53,71 | 27. мај  | 1 СРЛ       |
| 2.  | Рос Милингтон        | Велика Британија | 27:55,06 | 11. јун  | 44. СРЛ     |
| 3.  | Полат Кембоји Арикан | Турска           | 27:59,59 | 1. мај   | 56. СРЛ     |
| 4.  | Антонијо Абадија     | Шпанија          | 28:07,14 | 9. април | 64. СРЛ     |
| 5.  | Soufiane Bouchikhi   | Белгија          | 28:11,04 | 11. јун  | 68. СРЛ     |
| 6.  | Aimeru Almeya        | Израел           | 28:11,52 | 11. јун  | 69. СРЛ     |
| 7.  | Данијеле Меучи       | Италија          | 28:24,71 | 5. јун   | 86. СРЛ     |
| 8.  | Хуан Перез           | Шпанија          | 28:28,93 | 5. јун   | иза 90. СРЛ |
| 9.  | Џамел Чатби          | Италија          | 28:32,85 | 17. мај  | иза 90. СРЛ |
| 10. | Дејви Грифит         | Велика Британија | 28:34,38 | 7. јун   | иза 90. СРЛ |

Такмичари чија су имена подебљана учествовали су на ЕП.

## Квалификациона норма
| 28:50,00 |

## Сатница
| Датум        | Време | Коло   |
| ------------ | ----- | ------ |
| 8. јул 2016. | 22,45 | Финале |

Сва времена су по локалном времену (UTC+2)

## Освајачи медаља
|                             |                 |                         |
| Полат Кембоји Арикан Турска | Али Каја Турска | Антонио Абадија Шпанија |

## Резултати

### Финале
| Место | Атлетичар            | Земља                | ЛР       | ЛРС      | Резултат         | Белешка |
| ----- | -------------------- | -------------------- | -------- | -------- | ---------------- | ------- |
|       | Полат Кембоји Арикан | Турска               | 28:38,81 | 27:59,59 | 28:18,52         |         |
|       | Али Каја             | Турска               | 27:24,09 |          | 28:21,42         |         |
|       | Антонијо Абадија     | Шпанија              | 28:07,14 | 28:07,14 | 28:26,07         |         |
| 4.    | Дмитро Лашин         | Украјина             | 28:37,11 | 28,37,11 | 28:27,90         | ЛР      |
| 5.    | Дејви Грифит         | Уједињено Краљевство | 28:34,38 | 28:24,38 | 28:28,55         | ЛР      |
| 6.    | Хуан Перез           | Шпанија              | 28:25,66 | 28:28,93 | 28:37,42         |         |
| 7.    | Данијел Матео        | Шпанија              | 28:46,61 | 28:46,61 | 28:43,03         | ЛР      |
| 8.    | Soufiane Bouchikhi   | Белгија              | 28:11,04 | 28:11,04 | 29:03,74         |         |
| 9.    | Ахмед ел Мазоури     | Италија              | 28:36,40 | 28:37,29 | 29:29,36         |         |
| 10.   | Aimeru Almeya        | Израел               | 28:09,42 | 28:11,52 | НЗ               |         |
| 11.   | Гирмав Амаре         | Израел               | 28:10,32 | 28:52,89 | Диск. Чл. 163.3б |         |
| -     | Енди Вернон          | Уједињено Краљевство | 27,42,62 | 28:46,75 | НС               |         |

Подебљани лични рекорди су и национални рекорди земље коју такмичар представља